# Sybille Schönrock
Sybille Schönrock (* 28. Juli 1964 in Lutherstadt Wittenberg) ist eine ehemalige Schwimmerin, die für die DDR startete.
Sybille Schönrock vom SC Chemie Halle belegte bei den DDR-Meisterschaften 1979 den dritten Platz über 200 Meter Schmetterling hinter Heike Dähne und Andrea Pollack. 1980 wiederholte sie den dritten Platz, diesmal hinter Andrea Pollack und Ines Geißler. Bei den Olympischen Spielen 1980 in Moskau siegte über 200 Meter Schmetterling Ines Geißler mit einer Hundertstelsekunde Vorsprung vor Sybille Schönrock, während Andrea Pollack hinter der Australierin Michelle Ford nur auf den vierten Platz kam. Sybille Schönrock erreichte auch bei den DDR-Meisterschaften 1981 und 1982 das Meisterschaftsfinale über ihre Spezialstrecke, konnte sich aber nicht mehr für internationale Meisterschaften qualifizieren.
Die Enkelin des Leichtathleten und Olympiateilnehmers Walter Schönrock arbeitet als Pädagogin in einer Kindertagesstätte und ist ehrenamtliche Trainerin beim SV Halle.